# شتورر إميل
شتورر إميل "Sturer Emil" (الألمانية لـ "Stubborn Emil") قانصة دبابات تجريبية ذاتيًة الحركة في الحرب العالمية الثانية. بنيت على هيكل هينشيل أند صن في كيه 30.01 ومزودًة بمدفعراينميتال من عيار12.8 سم كيه40 أل / 61 (على أساس مدفع 12.8 سم فلاك 40 ). يمكن لهذا المدفع التحرك 7 درجات على كل جانب، ويرتفع لأعلى 10 درجات وينزل -15 درجة.  

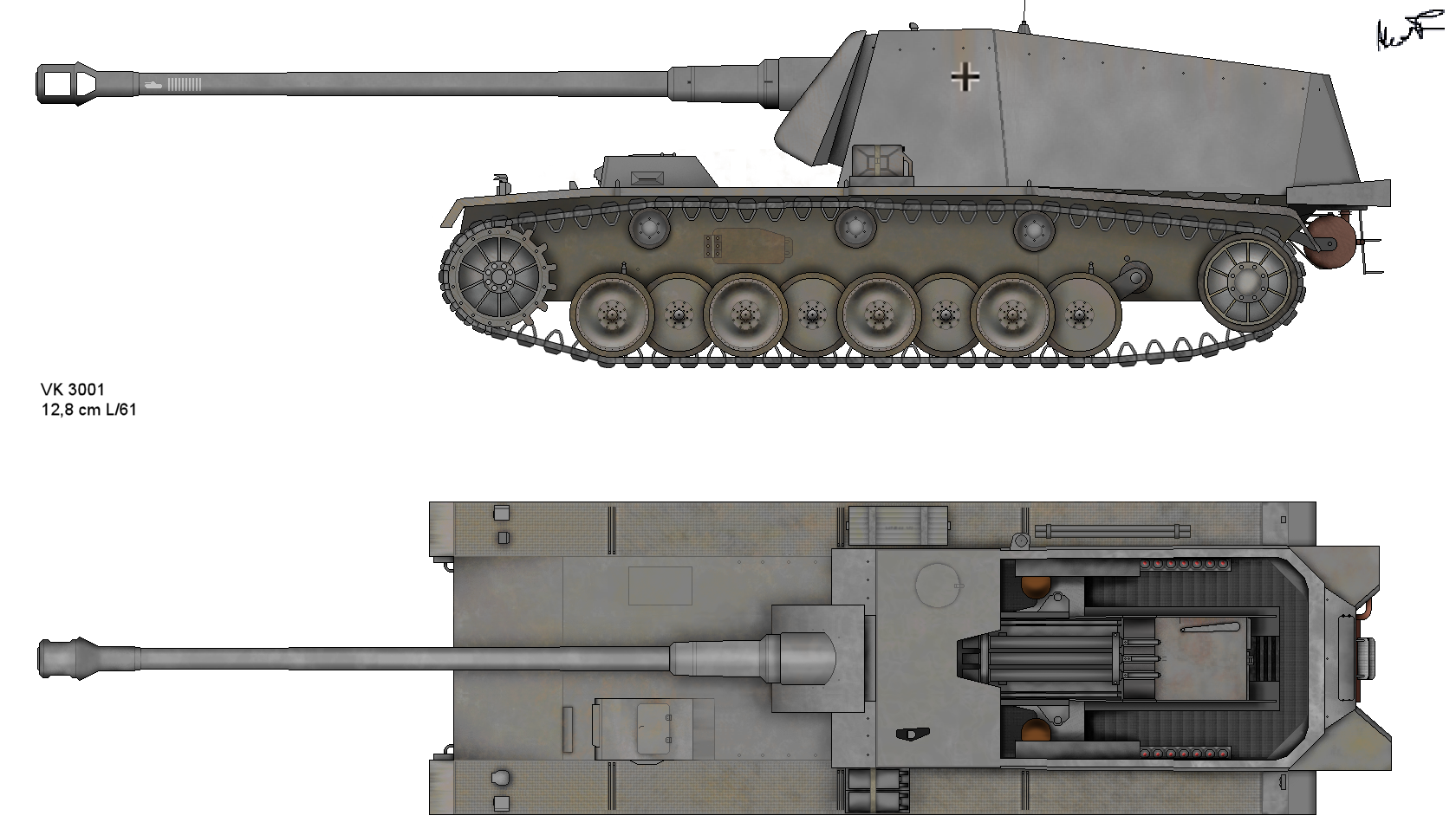

تم بناء مركبتين (سميت باسم ماكس وموريتز )، وكلاهما خدم على الجبهة الشرقية. تم تدمير إحدى المركبات، وتم القبض على الأخرى في ستالينجراد في يناير 1943. 

## روابط خارجية
- Sturer اميل في Achtung Panzer!